# 鐘樓怪人2：老實鐘的秘密
《鐘樓怪人2：老實鐘的秘密》（英語：The Hunchback of Notre Dame II）為《钟楼怪人》的續作。是由布莱德里·雷蒙德來負責導演。

## 剧情
在前作鐘樓怪人的7年後，主角卡西莫多已受到巴黎市民接納與愛載，持續與他的三位好友韋多、雨果、娜芬在聖母院鐘樓擔任敲鐘人，而費比斯成為衛隊隊長，並和愛絲梅拉達結婚並育有1兒索菲亞，2人不時帶著索菲亞找卡西莫多，這時即將進入巴黎的情人佳節，邀請眾人在聖母院的老時鐘鐘聲下互表愛意與接受祝福，隨之而來的還有以薩洛奇為團長的馬戲團，表面看似慶祝情人佳節，但薩洛奇真正目的是藉此偷取市民的財物，更渴望偷走老時鐘，為此要求當中最得力的助手美德琳接近卡西莫多以得知老時鐘的所在。
美德琳遵照來到聖母院遇到卡西莫多，卻因看到卡西莫多的外表而嚇得逃走，韋多、雨果、娜芬則鼓勵卡西莫多再去找美德琳，為此卡西莫多與愛絲梅拉達、費比斯、索菲亞一同前往馬戲團觀看表演。美德琳告訴薩洛奇她不願再與老時鐘的事有關連，薩洛奇以美德琳對他的虧欠質問，原來美德琳年幼曾偷取薩洛奇的金幣，但薩洛奇沒將美德琳交給警察，反道收留並訓練美德琳，美德琳基於薩洛奇的照顧之恩不得不接近卡西莫多。卡西莫多如願在舞台上見到美德琳，薩洛奇在表演進入高潮，表演大象消失的戲法之際，透過轉移眾人眼光指派成員偷取財物，表演結束後，美德琳遵照薩洛奇的指示接近卡西莫多以取得信任，但在觀察卡西莫多與索菲亞的互動後，也發現卡西莫多的真實自我，不再被其外表所驚嚇，卡西莫多開心帶著美德琳觀光巴黎，但一場大雷雨也迫使兩人躲進聖母院的鐘樓，卡西莫多藉此向美德琳展示了老時鐘，更送上自己手做的人物雕像給美德琳，美德琳在親吻卡西莫多的額頭後離去，令卡西莫多發覺自己已陷入愛戀。
費比斯隊長在馬戲團進城後收到多件市民財物遭竊的事件，調查後懷疑馬戲團涉嫌重大，但愛絲梅拉達認定是費比斯的偏見，儘管受到費比斯警告，卡西莫多仍表示他相信美德琳，除非費比斯拿出事實證明。薩洛奇要美德琳設法在他偷取老時鐘時支開卡西莫多，但經由前晚與卡西莫多的相處，美德琳不願再欺騙卡西莫多，更試圖抵抗薩洛奇，薩洛奇以卡西莫多的性命要脅，令美德琳別無選擇，遵照指示前去找卡西莫多。費比斯來到薩洛奇的馬戲團調查，找到失竊的珠寶，薩洛奇為避免被捕而表示美德琳是一名竊賊，而他則一直掩蓋美德琳的過錯，費比斯相信了薩洛奇的說詞，轉而去找美德琳。卡西莫多決定向美德琳說出自己的真心，在聖母院門口碰見美德琳，美德琳帶著卡西莫多離開，嘗試拒絕卡西莫多情人佳節的邀約，猶豫地說出真相。薩洛奇及其手下潛入聖母院鐘樓偷取老時鐘，韋多、雨果、娜芬本想困住薩洛奇及其手下，卻反道使他們自己被掉落的鐘困住，索菲亞因想加入馬戲團而跟著薩洛奇，在得知薩洛奇偷取老時鐘後偕同愛絲梅拉達的山羊嘉里跟蹤老時鐘的去向，娜芬造成巨大鐘響試圖引起注意，卡西莫多聽到鐘響認定有事帶著美德琳趕回聖母院，聖母院院長表明老時鐘遭竊，令明日的情人佳節岌岌可危，費比斯這才發現薩洛奇在玩弄他，指派衛兵封住巴黎所有出入口捉拿薩洛奇，趕來的卡西莫多聽聞後問及美德琳是否知情，看見美德琳反應的卡西莫多認定美德琳欺騙了他，美德琳試圖解釋，但卡西莫多直接掉頭跑回聖母院的鐘樓，費比斯將美德琳以罪犯名義逮捕。
正感到背叛與難過的卡西莫多，從韋多、雨果、娜芬那得知索菲亞去找薩洛奇，急忙前去轉告費比斯與愛絲梅拉達，美德琳告訴他們完全搞錯方向，表明薩洛奇一定透過與大象消失戲法相同的手法，以地下通道的方式偷走老時鐘，愛絲梅拉達想到薩洛奇可能透過地下墓穴，費比斯擔憂索菲亞的安全而不得相信，但要美德琳以罪犯的身分與他們一同前去。卡西莫多等人在地下墓穴見到嘉里，跟隨其找到透過地下河道運送老時鐘的薩洛奇，費比斯封鎖河道出口要薩洛奇投降，但薩洛奇以索菲亞的性命要脅費比斯，令費比斯不得不放行，美德琳告訴卡西莫多讓他傷心而感抱歉，但要卡西莫多相信她，卡西莫多猶疑後決定相信美德琳，眼看薩洛奇要帶著老時鐘逃走，美德琳在卡西莫多幫助下透過在馬戲團學到的特技本領，成功救走索菲亞，終使薩洛奇遭捉拿，並找回被偷的老時鐘。
找回老時鐘令情人佳節如期舉行，眾人在老時鐘鐘聲下互表愛意，包含費比斯與愛絲梅拉達，而雨果也贏得嘉里的心，費比斯的駿馬Achilles也遇上另隻母馬，卡西莫多也在片尾向美德琳表明自己的真心，伴隨索菲亞敲響老時鐘鐘聲下，卡西莫多與美德琳互表愛意，接受眾人祝福，故事到此結束。

## 配音員
| 配音             | 配音     | 角色                          |
| 英語             | 國語     | 角色                          |
| ---------------- | -------- | ----------------------------- |
| 湯姆·哈斯        | 吴文民   | 卡西莫多（Quasimodo）         |
| 珍妮佛·樂芙·休伊 | 傅其慧   | 美德琳（Madellaine）          |
| 麦克·马克奇      | 康殿宏   | 萨洛奇（Sarousch）            |
| 黛米·摩尔        |          | 爱丝梅拉达（Esmeralda）       |
| 凯文·克兰        | 陳旭昇   | 費比斯隊長（Captain Phoebus） |
| 哈利·喬·奧斯蒙   |          | 索菲亚（Zephyr）              |
| 保罗·坎德尔      | 謝文德   | 高洛宾（Clopin）              |
| 查理斯·金伯利    | 雷威遠   | 韦多（Victor）                |
| 傑森·亞歷山大    | 孫德成   | 雨果（Hugo）                  |
| 珍·威斯尔        | 崔幗夫   | 娜芬（Laverne）               |
| 杰夫·本内特      |          | 圣母院院长（The Archdeacon）  |
| 艾波·文切尔      |          | （Lady DeBurne）              |
| 乔·拉拉          | 姜先誠   | 卫兵1（Guard 1）              |
| 法兰克·威尔克    | 使用原音 | 嘉里（Djali）                 |